# Sara Runesten-Petersen
Sara Runesten-Petersen (* 8. Mai 1975 in Nærum in der Rudersdal Kommune) ist eine neuseeländische Badmintonspielerin dänischer Herkunft.

## Sportliche Karriere
Sara Runesten-Petersen nahm 2004 an den Olympischen Sommerspielen in Athen im Mixed mit Daniel Shirley teil, wobei sie Platz 9 erkämpfen konnten. Bei der Weltmeisterschaft 2005 gewannen beide überraschend Bronze. 2001 und 2002 gewann Runesten-Petersen die Australian Open, 2006 die Ozeanienmeisterschaft.

## Erfolge
| Saison    | Veranstaltung                                    | Disziplin   | Platz | Name                                        |
| --------- | ------------------------------------------------ | ----------- | ----- | ------------------------------------------- |
| 1992/1993 | Dänemark: Einzelmeisterschaften der Junioren U19 | Mixed       | 1     | Thomas Stavngaard / Sara Runesten, Lillerød |
| 1993      | German Juniors                                   | Mixed       | 1     | Thomas Stavngaard / Sara Runesten           |
| 1993      | Junioren-Europameisterschaft                     | Damendoppel | 2     | Lone Sørensen / Sara Runesten               |
| 1993      | Junioren-Europameisterschaft                     | Mixed       | 1     | Thomas Stavngaard / Sara Runesten           |
| 1995      | Auckland International                           | Damendoppel | 2     | Sara Runesten-Petersen / Lianne Shirley     |
| 1996      | Slovak International                             | Damendoppel | 1     | Rikke Broen / Sara Runesten                 |
| 1998      | Hungarian International                          | Mixed       | 1     | Martin Bruun / Sara Runesten                |
| 1998      | Hungarian International                          | Damendoppel | 1     | Rikke Broen / Sara Runesten                 |
| 1999      | Auckland International                           | Damendoppel | 2     | Sara Runesten-Petersen / Larisa Kishore     |
| 1999      | Auckland International                           | Mixed       | 3     | Anton Gargiulo / Sara Runesten-Petersen     |
| 2001      | Australian Open                                  | Mixed       | 1     | Daniel Shirley / Sara Runesten-Petersen     |
| 2001      | Auckland International                           | Damendoppel | 3     | Rachel Hindley / Sara Runesten-Petersen     |
| 2001      | Auckland International                           | Mixed       | 1     | Daniel Shirley / Sara Runesten-Petersen     |
| 2002      | Australian Open                                  | Mixed       | 1     | Daniel Shirley / Sara Runesten-Petersen     |
| 2002      | Australian Open                                  | Damendoppel | 1     | Sara Runesten-Petersen / Bei Wu             |
| 2002      | Auckland International                           | Damendoppel | 2     | Sara Runesten-Petersen / Nicole Gordon      |
| 2002      | Auckland International                           | Mixed       | 1     | Daniel Shirley / Sara Runesten-Petersen     |
| 2003      | Ballarat International                           | Mixed       | 1     | Daniel Shirley / Sara Runesten-Petersen     |
| 2003      | Wellington International                         | Damendoppel | 1     | Sara Runesten-Petersen / Bei Wu             |
| 2004      | Olympische Sommerspiele                          | Mixed       | 9     | Daniel Shirley / Sara Runesten-Petersen     |
| 2004      | Auckland International                           | Damendoppel | 1     | Rebecca Gordon / Sara Runesten-Petersen     |
| 2004      | Auckland International                           | Mixed       | 1     | Daniel Shirley / Sara Runesten-Petersen     |
| 2005      | Weltmeisterschaft                                | Mixed       | 3     | Sara Runesten-Petersen / Daniel Shirley     |
| 2005      | New Zealand Open                                 | Damendoppel | 2     | Nicole Gordon / Sara Runesten-Petersen      |
| 2005      | New Zealand Open                                 | Mixed       | 1     | Daniel Shirley / Sara Runesten-Petersen     |
| 2006      | Ozeanienmeisterschaft                            | Mixed       | 1     | Daniel Shirley / Sara Runesten-Petersen     |
| 2006      | Ozeanienmeisterschaft                            | Damendoppel | 1     | Sara Runesten-Petersen / Nicole Gordon      |